# 1998 في أوكرانيا
فيما يلي قوائم الأحداث التي وقعت خلال عام 1998 في أوكرانيا.

## سياسة

### تعيين في المنصب
- 12 مايو – ألكساندر تورتشينوف نائب الشعب الأوكراني [الإنجليزية]‏.
- 12 مايو – أوليغ بلوخين نائب الشعب الأوكراني [الإنجليزية]‏.
- 12 مايو – اوليه تيانيبوك نائب الشعب الأوكراني [الإنجليزية]‏.
- 12 مايو – بافلو لازارينكو نائب الشعب الأوكراني [الإنجليزية]‏.
- 12 مايو – بترو بوروشنكو نائب الشعب الأوكراني [الإنجليزية]‏.
- 12 مايو – رفعت شوباروف نائب الشعب الأوكراني [الإنجليزية]‏.
- 12 مايو – فاليري بورزوف نائب الشعب الأوكراني [الإنجليزية]‏.
- 12 مايو – ليونيد كرافتشوك نائب الشعب الأوكراني [الإنجليزية]‏.
- 12 مايو – مصطفى دزيمليف نائب الشعب الأوكراني [الإنجليزية]‏.
- 12 مايو – يوليا تيموشينكو نائب الشعب الأوكراني [الإنجليزية]‏.

### انتهاء فترة المنصب
- 12 مايو – بافلو لازارينكو نائب الشعب الأوكراني [الإنجليزية]‏.
- 12 مايو – ليونيد كرافتشوك نائب الشعب الأوكراني [الإنجليزية]‏.
- 12 مايو – ميكولا أزاروف نائب الشعب الأوكراني [الإنجليزية]‏.
- 12 مايو – يوليا تيموشينكو نائب الشعب الأوكراني [الإنجليزية]‏.

## مواليد

### يناير
- 1 يناير – يانا كراسنيكوفا

## وفيات

### نوفمبر
- 17 نوفمبر – إيفيم غيلير (مواليد 1925) لاعب شطرنج أوكراني.[1]